# ISO 3951
Die ISO 3951 Verfahren für die Stichprobenprüfung anhand quantitativer Merkmale (Variablenprüfung) ist eine ISO-Norm in der Qualitätsprüfung zur Messung von variablen Prüfmerkmalen, die auch als messende Prüfmerkmale bezeichnet werden. Das bedeutet, dass im Unterschied zu anderen Normen wie z. B. der ISO 2859 der Fokus bei der ISO 3951 auf der Erfassung von Maßen, Gewichten usw. liegt. Im Gegensatz zur bereits genannten ISO 2859 wird bei der ISO 3951 außerdem der K-Faktor berücksichtigt. Dieser erfasst das Streuungsverhalten der Prüfergebnisse innerhalb der angegebenen Toleranzen. Dadurch kann eine Qualitätsprüfung negativ ausfallen, obwohl alle erfassten Daten innerhalb der festgelegten Toleranzen liegen.
Die Norm besteht zurzeit (Stand Dezember 2023) aus sechs Teilen:
- Teil 1: Einfachstichprobenpläne für losweise Prüfung, geordnet nach der annehmbaren Qualitätsgrenzlage, AQL - Einfaches Qualitätsmerkmal und einfache AQL, aktuelle Ausgabe 2013-09
- Teil 2: Allgemeine Spezifikation für Einfach-Stichprobenanweisungen, geordnet nach der annehmbaren Qualitätsgrenzlage (AQL) für losweise Prüfung unabhängiger Qualitätsmerkmale, aktuelle Ausgabe 2013-09
- Teil 3: Doppelstichprobenpläne für losweise Prüfung, geordnet nach der annehmbaren Qualitätsgrenzlage (AQL), aktuelle Ausgabe 2007-05
- Teil 4: Verfahren für die Beurteilung deklarierter Qualitätsgrenzlagen, aktuelle Ausgabe 2011-08
- Teil 5: System sequenzieller Stichprobenanweisungen, geordnet nach der annehmbaren Qualitätsgrenzlage (AQL) für losweise Prüfung – Unabhängige Qualitätsmerkmale, aktuelle Ausgabe 2006-03
- Teil 6: Spezifikation für Einfach-Stichprobenanweisungen bei einer rückzuweisenden Qualitätsgrenzlage (LQ) für die isolierte Prüfung einzelner Lose auf ein einzelnes Qualitätsmerkmal unter einem einzelnen Wert LQ

Teil 1 der ISO 3951 liegt als Entwurf einer DIN-Norm DIN ISO 3951-1:2023-10 in Deutschland vor.